# PlayStation Mouse

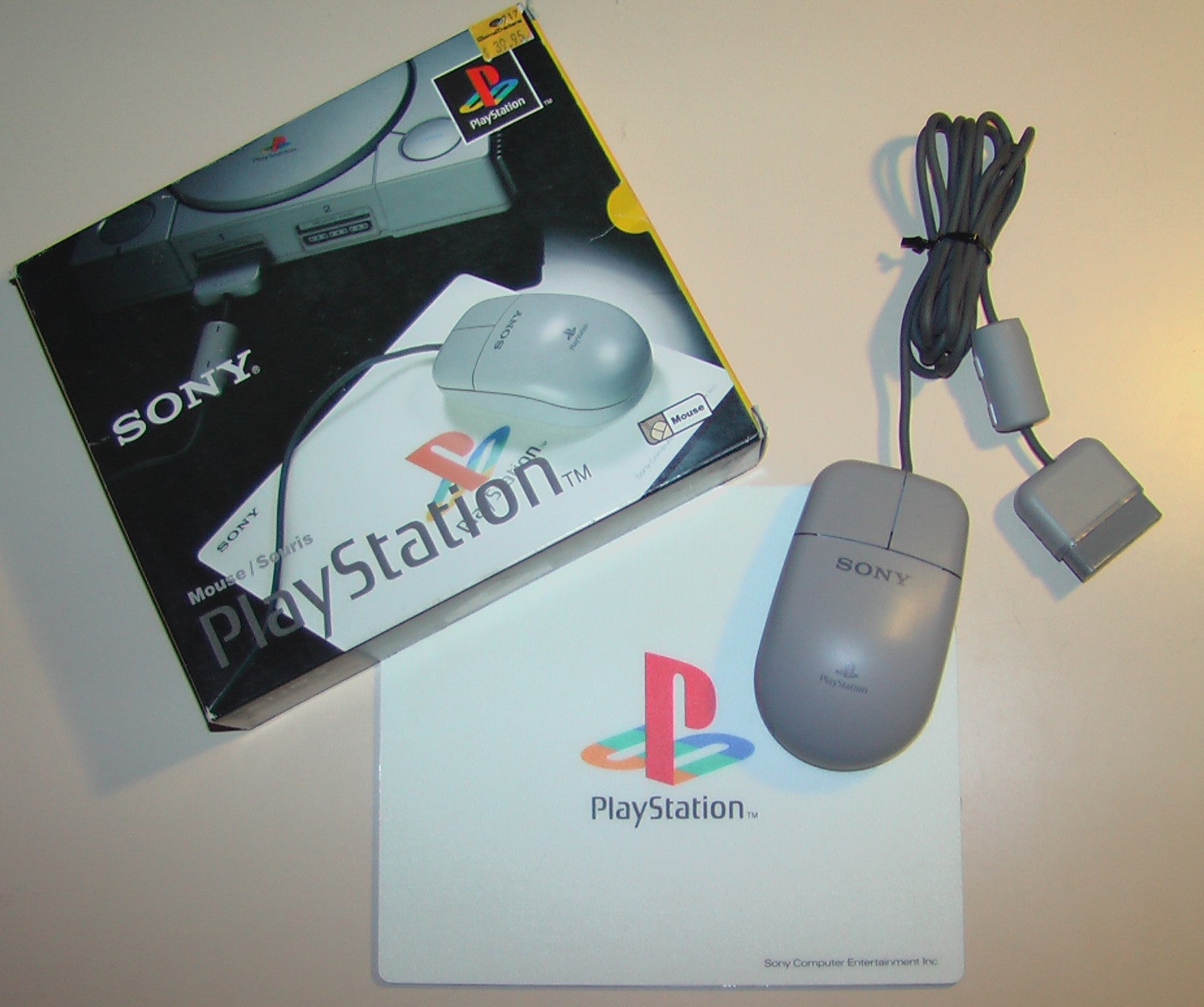
La PlayStation Mouse, son tapis et sa boîte

La PlayStation Mouse est un périphérique pour la PlayStation similaire à une souris d'ordinateur. Elle est compatible avec plusieurs jeux de la console. La PlayStation Mouse sort le 3 décembre 1994 au Japon, soit à la sortie de la console dans cette région.
L'accessoire est surtout compatible avec des jeux de stratégie, de tir et d'aventure en pointer-cliquer. Il est notamment compatible avec les jeux X-Com, Command and Conquer, Final Doom et Area 51.